# Saint-Georges-de-Reintembault

Saint-Georges-de-Reintembault este o comună în departamentul Ille-et-Vilaine, Franța. În 1 ianuarie 2022 avea o populație de 1.524 de locuitori.